# Миколаївська церква (Кам'янець-Подільський)

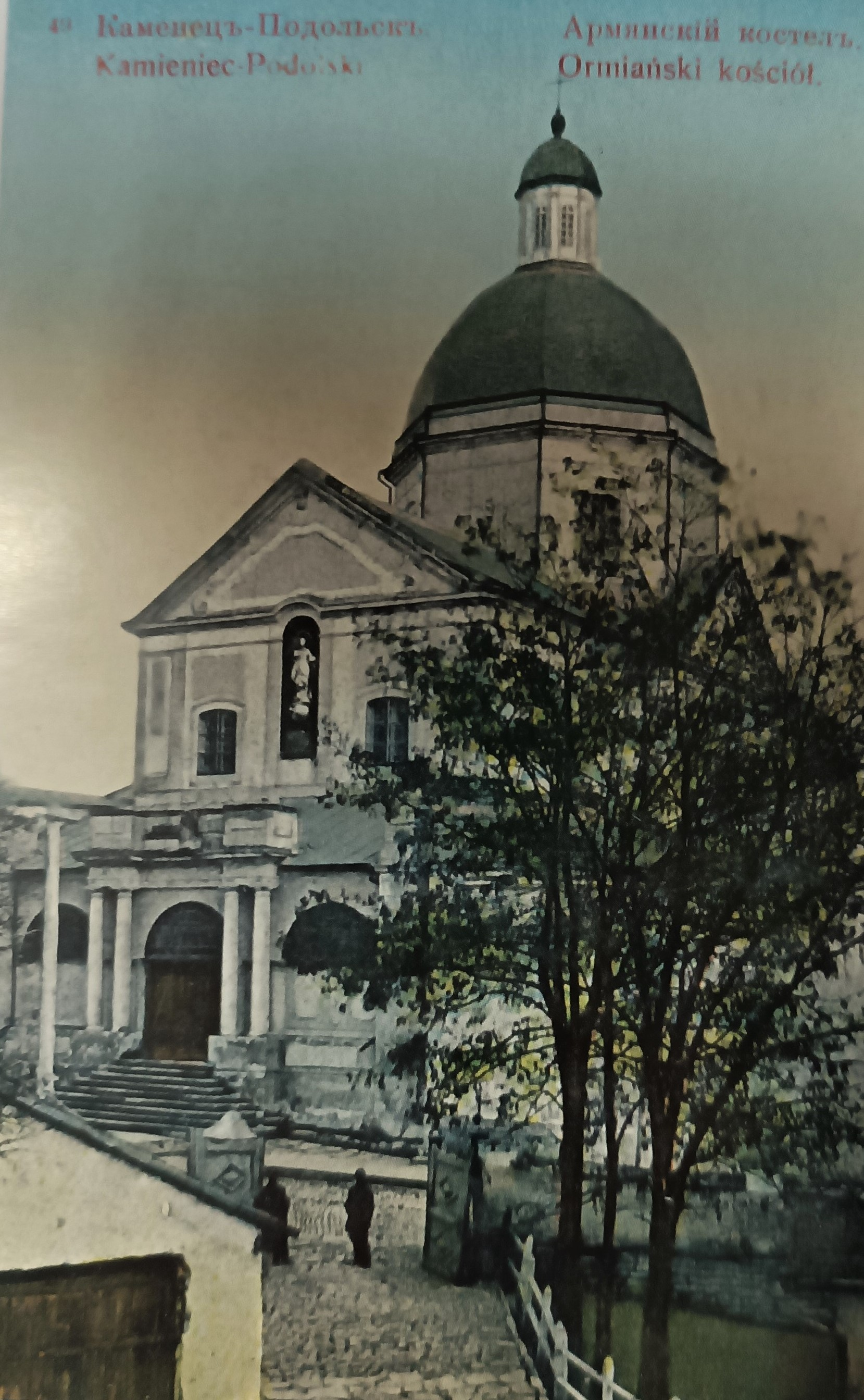
Фасад Вірменського костелу на початку XX ст.

Миколаївська церква (Кам'янець-Подільський) — вірменська церква 1250 або 1398 рр., розташована в місті Кам'янець-Подільський. Церква вперше в письмових документах згадана як вірменський храм на честь Благовіщення Діви Марії. Спочатку була в юрисдикції вірменської апостольської церкви (ААЦ), потім вірмено-католицької церкви. З 1840 по 1962 р. був приходом російської православної церкви (РПЦ). З 1991 року — храм української православної церкви (УПЦ). У церкві до 1767 року була шанована католиками, православними і послідовниками вірменської церкви, ікона Богоматері Вірменської.

## Історія
Точний час утворення вірменської колонії у Кам'янці-Подільському невідомий. За різними даними вірмени оселилися тут у XI—XIII століттях. У XVII столітті у місті вже налічувалося 1200 сімей вірмен. Складаючи значну частину населення Кам'янця-Подільського і займаючи більшу частину міста, вірмени були залучені до його культурного, економічного та військового життя. Селились переважно у південно-східній частині міста; досі у місті є квартал, відомий серед місцевих під назвою Вірменський. Тут розташовувався центр торгової діяльності — Вірменський ринок, а також, що не зберігся до наших днів, вірменський магістрат (ратуша) та головні вірменські храми міста.

## Історія церкви
Звертаючись до свідчень М. Бжишкяна (1777 - 1851 рр.) відносно історії Миколаївського храму, зауважимо, що дослідник повідомляв про його будівничих - Кирему і Хачіка, зробив зовнішній архітектурний опис церкви та її інтер'єру. Згідно з повідомленнями М. Бжишкяна "церква св. Миколая - одна з видатних будівель міста і є місцем паломництва християн до чудодійної ікони Божої Матері. Ця церква кам'яна, прикрашена колонами, висока та гарна, має шість ризниць. В головній із них - великій ризниці, є ікона св. Миколая. В ній же знаходиться чудодійна ікона Божої Матері, укладена у мідну рамку, котру відкривають кожної суботи" 

### Заснування
Вірменська церква св. Миколи, побудована в Кам'янці-Подільському і збереглася до наших днів, є однією з найстаріших вірменських церков Поділля. За переказами, церква була збудована у XII чи XIII столітті. Вартан Григорян із таким датуванням не згоден. Згідно з документом, складеним у зв'язку з будівництвом, випливає, що церква була побудована в 1398 р., за кошти Сінана, сина Хутлубея. У цьому документі, написаному ієреєм Філіппосом, відомому як «заповіт Сінана», останній обіцяє збудувати, і будує, власним коштом церкву в ім'я Св. Миколи. Після чого Сінан заповідає, щоб ніхто з його родичів не мав жодних прав на церкву, за винятком тих випадків, коли хтось із них стане священиком вірним вченням ААЦ. Алла Тер-Саркісянц зазначає, що церква була побудована в 1250.

### Подальша доля
Церква св. Миколи не могла задовольнити потреби вірменської колонії Кам'янця, що постійно збільшується. У XV столітті було збудовано нову церкву. Остання також була названа ім'ям св. Миколи, а перша, перейменована на церкву Благовіщення св. Богородиці, стала другорядною, а на думку деяких, можливо цвинтарною церквою або каплицею. У 1597 році церкву з дерев'яної було перебудовано на кам'яну. Церква Благовіщення розташовувалась на території великого вірменського цвинтаря, де було поховано велику кількість вірмен померлих від епідемій чуми 1738 і 1770.
З XVII століття при храмі жили вірменські черниці-дівчатки, які всіляко перешкоджали унії з римсько-католицькою церквою. Після введення унії черницям, затятим противникам унії, було наказано закрити свою громаду. Незважаючи на це, вірменські черниці проіснували в Кам'янці-Подільському аж до 1792 року, коли внаслідок захоплення міста турками і наступними утисками, вони були змушені покинути місто. Під час панування турків у місті було зруйновано дах церкви, вибито вікна та двері. У XVIII столітті купець-вірменин Богдан Латинович повністю відреставрувавши церкву, доставив до неї необхідне для проведення обрядів начиння. Після реставрації у церкві Благовіщення було встановлено ікону Богоматері Вірменської, привезену зі Львова.
10 грудня 1810 року помер останній вірменський священик церкви Благовіщення Даніель Левицький. Через рік, на початку 1811 року, вірмено-католицька церква, на прохання уніатів (греко-католиків або україно-католиків) церква була передана їм. Після передачі церкви Благовіщення було перейменовано на церкву св. Миколая, куди було перенесено місцевошановну ікону Святителя Миколая. Через деякий час, 15 травня 1840 року (або 1939 року), церква разом із настоятелем Віктором Лабейковським, після його тривалого опору, що супроводжувався арештом і відправкою до Києва, була приєднана до православ'я. Стала православною. Церква св. Миколу було відкрито для парафіян до 1962 року, потім її приміщення використовували як склад. Донедавна там розміщувалася частина державного архіву Хмельницької области. 1990 року Миколаївську церкву передали Українській православній церкві. У 1991—1997 роках у церкві були проведені реставраційні роботи.

### Сучасний стан
Церква св. Миколи, будучи архітектурною пам'яткою, збереглася донині, і перебуває під охороною держави. На сьогоднішній день територія архітектурної пам'ятки оточена кам'яною стіною. У межах ділянки знаходиться дзвіниця, два житлові одноповерхові будинки, що відокремлюють територію та одноповерхова господарська прибудова. Крізь дзвіницю проходить алея, вимощена шматками мармурових плит, що веде до головного входу церкви. Навколо церкви — кам'яне вимощення. Перед головним фасадом будівлі розбита зона відпочинку з лавами та квітниками.

## Реліквії
У церкві деякий час зберігалася ікона Богоматері Вірменської, привезена, на думку деяких, зі столиці вірменського царства міста Ані. Згідно з одним із переказів, під час одного з турецьких набігів на Кам'янець-Подільський ікону було викрадено та вивезено до Македонії, де в одній із турецьких сімей служила дошкою, на якій місили тісто. Кам'янецькі купці-вірмени, що були в Македонії у торгових справах, викупили її та повернули до міста.

### Служебник
До наших днів зберігся вірменський служебник, написаний 1345 року в кримському місті Сурхат. У 1394 році він був куплений і подарований церквою Сінаном. Рукопис перебував у Кам'янці-Подільському до 1891 року, коли разом з іншими вірменськими рукописами було перевезено до Петербурга і тепер зберігається у Державній публічній бібліотеці ім. Салтикова-Щедріна.

## Архітектура
Церква св. Миколи являла собою маленьку будову з міцними і товстими стінами, що стоїть у самому центрі невеликого двору, і ледве помітна за стінами, що її оточують. Має три ризниці та хори. Товщина стін храму сягає півтора метра. Образ будівлі доповнюють віконця-бійниці та потужні контрфорси, що підпирають стіни. В одному з контрфорсів, розташовується донині традиційний вірменський кам'яний хрест — хачкар. Наприкінці XVIII століття до західного фасаду храму було прибудовано дзвіницю. Наприкінці XIX століття, до будівлі був прибудований притвор, залізними скріпами укріплено склепіння та стіни, а з двох сторін храму збудували кам'яні огорожі з проходами. При вході до церковної садиби було зведено дзвіницю.

## Вірменський цвинтар
Вірменський цвинтар XIII століття, де розташовувалася церква, свого часу, займало велику територію. У 1863 році Габріел Айвазовський, який відвідав його, зазначав, що там ще збереглися надгробні плити з вірменськими написами. В описі своєї подорожі він наводить один із таких написів: «У році ՉՂԲ (1343) помер і був похований пан Акоп, син Амірджана».